# Antonovo življenje
Antonovo življenje latinsko Vita Antonii je življenjepis svetega Antona Puščavnika, ki ga je napisal njegov sodobnik sveti Atanazij.
Sv. Atanazij, aleksandrijski patriarh v 4. stoletju, ki je bil prijatelj sv. Antona Puščavnika in je med svojimi izgnanstvi včasih tudi več let bival z menihi v puščavi, je kmalu po Antonovi smrti napisal njegov življenjepis (Vita Antonii). Ta pripoved ni samo stvaren opis dogodkov iz Antonovega življenja, temveč ga skuša vključiti v kontekst aleksandrijske Cerkve in predstaviti kot zgled puščavnika. V njem imamo idealne opise življenja v samoti, molitvi, pokori, delu, skušnjavah, ob prikaznih, bojih z demoni in odpovedi zaradi Kristusa. Spis je kmalu postal vodilo menihom in skupnostim, priljubljen pa je bil tudi pri drugih kristjanih tistega časa in tudi kasneje. Izredno hitro je bil preveden tudi v latinski jezik.